# Epicephala euchalina
Epicephala euchalina là một loài bướm đêm thuộc họ Gracillariidae. Loài này có ở Myanma.